# Thập niên 570
Thập niên 570 hay thập kỷ 570 chỉ đến những năm từ 570 đến 579.